# Tamal de elote
El tamal de elote o uchepo es un plato típico de la gastronomía mexicana originario de la región de Tierra Caliente de los estados de Michoacán y Guerrero en México. Consiste en un tamal elaborado con maíz tierno (elote) molido, al cual se le agrega un poco de sal. Tiene un sabor dulce (debido a que el elote es muy tierno) y su consistencia es suave. 
El uchepo se sirve con crema, queso y una salsa de tomate cocido.

## Variantes
Aunque se le considera originario del estado de Michoacán, el uchepo también puede encontrarse en otros estados de la República Mexicana con el nombre de tamal de elote (en una versión dulce, ya que en lugar de ponerle sal, se le pone azúcar). Asimismo, en diversos países de Centroamérica a un platillo similar se le conoce también como tamal de elote, yoltamal o tamal yol, y en Venezuela como hallaquita, al igual que en distintos países del Caribe existen los bollos. En Costa Rica además del tamal yol, se encuentra con el nombre de tamal de elote a una especie de pan hecho con maíz dulce o tierno.
El picté es un tamal de elote dulce de Chiapas, aunque existe una variación salada y de frijol. La palabra picte puede tener origen náhuatl de la palabra pic-tli que significa «compactar» o «endurecer». Esta palabra tiene su equivalente en la palabra maya similar pik-tli. Si tal es el caso, hace probable que este alimento sea de origen prehispánico. 
El picté también se prepara a base de elote molido, manteca y/o aceite, sal y en algunos casos, azúcar. Se suele acompaña con crema y queso. El picté de frijol de la región istmo costa se prepara a base de maíz cocido, frijoles y hierba santa, cubierto por hojas de plátano.